# Passage de la Vierge
Passage de la Vierge är en passage i Quartier du Gros-Caillou i Paris sjunde arrondissement. Passagen är uppkallad efter Chapelle de la Vierge, dagens Saint-Pierre-du-Gros-Caillou. Passage de la Vierge börjar vid Rue Cler 54 och slutar vid Avenue Bosquet 75.

## Omgivningar
- Saint-Pierre-du-Gros-Caillou
- Saint-Louis-des-Invalides
- Square Sédillot
- Place Salvador-Allende
- Passage de l'Union

## Bilder
| - Gatuskylt. - Saint-Pierre-du-Gros-Caillou. - Saint-Louis-des-Invalides. - Place Salvador-Allende. |

## Kommunikationer
- Tunnelbana – linje  – École Militaire
- Busshållplats Rue Cler – Paris bussnät

### Webbkällor
- ”Passage de la Vierge”. Mairie de Paris. https://web.archive.org/web/20160303174403/http://www.v2asp.paris.fr/commun/v2asp/v2/nomenclature_voies/Voieactu/9781.nom.htm. Läst 1 november 2023.
- ”Passage de la Vierge (7ème arrondissement)”. Les rues de Paris. https://web.archive.org/web/20160409062650/http://www.parisrues.com/rues07/paris-07-passage-de-la-vierge.html. Läst 1 november 2023.